# Фудбалска репрезентација Исланда
Фудбалска репрезентација Исланда (исл. Íslenska karlalandsliðið í knattspyrnu) је фудбалски тим који представља Исланд на међународним такмичењима, а од 1946. године играју међународне утакмице. Најбоља позиција на Фифиној ранг листи је 18. место у фебруару 2018. године, док је најгоре 131. место у јуну 2012. године.
Квалификовали су се на Европско првенство у фудбалу 2016. као други у својој групи. Након изненађујуће победе против Енглеске у осмини финала, елиминисани су од домаћина Француске у четвртфиналу.
Исландски национални фудбалски тим се једном квалификовао на завршни турнир Светског првенства и то 2018. у Русији.

## Историја

### Почеци
Иако је Фудбалски савез Исланда основан 1947. године, први међународни меч је игран 29. јула 1930. против Фарских острва и то је био пријатељски меч у оквиру Краљевине Данске. Исланд је победио 1:0. Меч се не сматра службеним, јер оба тима односно фудбалске федерације нису биле чланице ФИФА. Први званични меч исландског националног тима, који признаје ФИФА, био је меч који се играо у Рејкјавику против Данске 17. јула 1946, Исланд је изгубио 3:0. Заправо, за првих десет година постојања фудбалског савеза, тим није учествовао ни у једним квалификацијама за одлазак на Светско првенство. Прво учешће је забележено у квалификацијама за Светско првенство 1958; резултат је био прилично разочаравајући, заузели су последње место у својој групи, без победе и гол разликом минус 26. Тек од 1974. године тим је учествовао у свим накнадним квалификацијама, али без успеха дуги низ година. Исланд је 1994. године достигао најбољу позицију до тада на ранг листи ФИФА, када су били на 37. месту.
Међу најупечатљивијим резултатима пре 2000-их година, остварили су победу против Источне Немачке са 2:1 1975. и две против Норвешке 1988. године.
У априлу 1996. Ејдур Гудјонсен је дебитовао за национални тим и заменио свог оца Арнора у другом полувремену пријатељске утакмице између Исланда и Естоније, чиме су ушли у историју фудбала да су отац и син играли за сениорску репрезентацију у међународном мечу.

### Први успеси
У квалификацијама за Европско првенство 2004, Исланд је завршио на трећем месту у својој групи, један бод иза Шкотске. Као резултат тога, нису успели да се квалификују за место у баражу.
Године 2014, Исланд је умало постао најмања нација која је стигла до Светског првенства. Били су други у групи Д, одиграли су са Хрватском два меча у плејофу квалификација. После прве утакмице је било 0:0 на домаћем терену, док су у гостима изгубили са 2:0.
Исланд се квалификовао на велики турнир по први пут у 2015. години, након што је завршио на другом месту у квалификацијама групе А за Европско првенство 2016, изгубивши само две утакмице и победивши Холандију. Исланд је био у групи са Португалом, Мађарском и Аустријом на завршном турниру.
На завршном турниру, Исланд је забележио у прва два меча нерешено 1:1 у групи са Португалом и Мађарском. Затим су победили са 2:1 против Аустрије. Исланд се квалификовао за четвртфинале турнира након шокантне победе од 2:1 над Енглеском, што је довело да селектор Рој Хоџсон одмах поднесе оставку након утакмице. Међутим, у четвртфиналу су их елиминисали Французи, било је 5:2.
Исланд се квалификовао за Светско првенство у фудбалу 2018. године, што је први њихов наступ на светском првенству. Постали су најмање насељена земља која је стигла до финалног турнира мундијала. Жребом је одлучено да Исланд игра у групи Д са Аргентином, Хрватском и Нигеријом.

## Стадиони
Репрезентација Исланда је током већег дела своје историје домаће утакмице играла на стадиону Лаугардалсвелур у Рејкјавику, капацитета око 15.000 места.
Отворен је 1960. године и заменио је стари стадион Мелаволур. Само је неколико утакмица одиграно изван главног града Рекјавика, углавном пријатељске утакмице. Први меч изван Рејкјавика одигран је 30. јуна 1980. године у Акирејрију.
Треба напоменути да су три утакмице одигране у Коупавогиру, у затвореном простору капацитета од 2000 места, а претходно је ФИФА одобрила одигравање мечева.
Исландски тим је играо против Гренланда у Хусавику 3. јула 1981. али тај меч се не рачуна у статистикама јер Гренланд није члан ФИФА или неке друге континенталне конфедерације.

## Дресови кроз историју
Дресове репрезентације Исланда производи италијанска компанија Ереа од 2002. године. Пре тога спонзори за опрему су били Умбро (1975), Адидас (1976-1992), АБМ (1992—1996) и Рејш (1996—2001).
| 2016—2017 | 2018—сада |

| 2016—2017 | 2018—сада |

## Резултати

### Светска првенства
| Година       | Коло                               |
| ------------ | ---------------------------------- |
| 1930 до 1950 | Није учествовала                   |
| 1954         | Улазак није одобрен од стране ФИФА |
| 1958         | Није се квалификовала              |
| 1962         | Није учествовала                   |
| 1966         | Није учествовала                   |
| 1970         | Није учествовала                   |
| 1974 до 2014 | Није се квалификовала              |
| 2018         | Групна фаза                        |
| 2022         | Није се квалификовала              |
| Укупно       | 1/22                               |

### Европска првенства
| 1960         | Није учествовала      |                  |                  |                  |                  |                  |                  |                  |
| 1964         | Није се квалификовала |                  |                  |                  |                  |                  |                  |                  |
| 1968         | Није учествовала      | Није учествовала | Није учествовала | Није учествовала | Није учествовала | Није учествовала | Није учествовала | Није учествовала |
| 1972         | Није учествовала      | Није учествовала | Није учествовала | Није учествовала | Није учествовала | Није учествовала | Није учествовала | Није учествовала |
| 1976 до 2012 | Није се квалификовала |                  |                  |                  |                  |                  |                  |                  |
| 2016         | Четвртфинале          |                  |                  |                  |                  |                  |                  |                  |
| 2020 до 2024 | Није се квалификовала |                  |                  |                  |                  |                  |                  |                  |
| Укупно       | 1/17                  |                  |                  |                  |                  |                  |                  |                  |

### Лига нација
| Рекорди у УЕФА Лиги нација | Рекорди у УЕФА Лиги нација | Рекорди у УЕФА Лиги нација | Рекорди у УЕФА Лиги нација | Рекорди у УЕФА Лиги нација | Рекорди у УЕФА Лиги нација | Рекорди у УЕФА Лиги нација | Рекорди у УЕФА Лиги нација | Рекорди у УЕФА Лиги нација | Рекорди у УЕФА Лиги нација | Рекорди у УЕФА Лиги нација |
| Сезона                     | Лига                       | Група                      | ИГ                         | П                          | Н                          | И                          | ГД                         | ГП                         | П/И                        | Поз.                       |
| -------------------------- | -------------------------- | -------------------------- | -------------------------- | -------------------------- | -------------------------- | -------------------------- | -------------------------- | -------------------------- | -------------------------- | -------------------------- |
| 2018/19.                   | А                          | 2                          | 4                          | 0                          | 0                          | 4                          | 1                          | 13                         | Same position              | 12.                        |
| 2020/21.                   | А                          | 2                          | 6                          | 0                          | 0                          | 6                          | 3                          | 17                         | Пад                        | 16.                        |
| 2022/23.                   | Б                          | 2                          | 4                          | 0                          | 4                          | 0                          | 6                          | 6                          | Same position              | 23.                        |
| Укупно                     | Укупно                     | Укупно                     | 14                         | 0                          | 4                          | 10                         | 10                         | 36                         |                            |                            |

## Светско првенство 2018.

### 1 коло
| Аргентина  | 1:1    | Исланд         |
| ---------- | ------ | -------------- |
| Агверо 19’ | Детаљи | Финбогасон 23’ |

### 2 коло
| Нигерија     | 2:0    | Исланд |
| ------------ | ------ | ------ |
| Муса 49, 75’ | Детаљи |        |

### 3 коло
| Исланд             | 1:2    | Хрватска                |
| ------------------ | ------ | ----------------------- |
| Сигурдсон 76’ пен. | Детаљи | Бадељ 53’ · Перишић 90’ |

## Највише наступа
Од 7. фебруара 2018.
| #  | Играч                   | Каријера  | Утакмица | Голова |
| -- | ----------------------- | --------- | -------- | ------ |
| 1  | Рунар Кристинсон        | 1987—2004 | 104      | 3      |
| 2  | Херман Хрејдарсон       | 1996—2011 | 89       | 5      |
| 3  | Ејдур Гудјонсен         | 1996-2016 | 88       | 26     |
| 4  | Гудни Бергсон           | 1984—2003 | 80       | 1      |
| 5  | Биркир Маур Саварсон    | 2007—     | 76       | 1      |
| 6  | Арон Гунарсон           | 2008—     | 76       | 2      |
| 7  | Брајнјар Бјорн Гунарсон | 1997—2009 | 74       | 4      |
| 8  | Биркир Кристинсон       | 1988—2004 | 74       | 0      |
| 9  | Рагнар Сигурдсон        | 2007—     | 74       | 3      |
| 10 | Арнор Гудјонсен         | 1979—1997 | 73       | 14     |

### Највише голова
Од 7. фебруара 2018.
| #  | Играч              | Каријера  | Голова | Утакмица |
| -- | ------------------ | --------- | ------ | -------- |
| 1  | Ејдур Гудјонсен    | 1996—2016 | 26     | 88       |
| 2  | Колбејн Сигтоурсон | 2010—     | 22     | 44       |
| 3  | Гилфи Сигурдсон    | 2010—     | 18     | 55       |
| 4  | Рикардур Јонсон    | 1947—1965 | 17     | 33       |
| 5  | Рикардур Дадасон   | 1991—2003 | 14     | 44       |
| 6  | Арнор Гвидјонсен   | 1979—1997 | 14     | 73       |
| 7  | Пордур Гвидјонсон  | 1993—2004 | 13     | 58       |
| 8  | Тригви Гвидмундсон | 1997—2008 | 12     | 42       |
| 9  | Петур Петурсон     | 1978—1990 | 11     | 41       |
| 10 | Матијас Халгримсон | 1968—1977 | 11     | 45       |

## Састав репрезентације
Ажурирано 14. новембра 2021. након утакмице против Северне Македоније
| Бр. | Поз. | Играч                     | Датум рођења        | Наступи | Голови | Клуб                 |
| --- | ---- | ------------------------- | ------------------- | ------- | ------ | -------------------- |
|     | Г    | Рунар Алекс Рунарсон      | 18. фебруар 1995.   | 12      | 0      | Левен                |
|     | Г    | Елијас Рабн Оулафсон      | 11. март 2000.      | 4       | 0      | Мидтјиланд           |
|     | Г    | Хаукон Рабн Валдимарсон   | 13. октобар 2001.   | 0       | 0      | Елфсборг             |
|     |      |                           |                     |         |        |                      |
|     | О    | Биркјир Маур Сајварсон    | 11. новембар 1984.  | 103     | 3      | Валур                |
|     | О    | Ари Фрејр Скуласон        | 14. мај 1987.       | 83      | 0      | Норћепинг            |
|     | О    | Гвидмундур Тоураринсон    | 15. април 1992.     | 12      | 0      | Њујорк Сити          |
|     | О    | Бринјар Инги Бјартнсон    | 6. децембар 1999.   | 10      | 2      | Лече                 |
|     | О    | Алфонс Сампстед           | 6. април 1998.      | 7       | 0      | Боде/Глимт           |
|     | О    | Данијел Леоу Грјетарсон   | 2. октобар 1995.    | 5       | 0      | Блекпул              |
|     | О    | Ари Леифсон               | 19. април 1998.     | 1       | 0      | Стремсгодсет         |
|     | О    | Исак Оулафсон             | 30. јун 2000.       | 1       | 0      | Есбјерг              |
|     |      |                           |                     |         |        |                      |
|     | С    | Биркјир Бјарнасон         | 27. мај 1988.       | 105     | 14     | Адана Демирспор      |
|     | С    | Арноур Ингви Траустасон   | 30. април 1993.     | 41      | 5      | Њу Ингланд револушон |
|     | С    | Алберт Гвидмунсон         | 15. јун 1997.       | 29      | 6      | АЗ Алкмар            |
|     | С    | Јоун Дагур Торстеинсон    | 26. новембар 1998.  | 16      | 2      | Орхус                |
|     | С    | Исак Бергман Јоуханесон   | 23. март 2003.      | 10      | 1      | Копенхаген           |
|     | С    | Андри Балдурсон           | 10. јануар 2002.    | 8       | 0      | Копенхаген           |
|     | С    | Арон Елис Траундарсон     | 10. новембар 1994.  | 8       | 0      | Оденсе               |
|     | С    | Стефаун Теитур Тоурдарсон | 16. октобар 1998.   | 7       | 1      | Силкеборг            |
|     | С    | Тоурир Јоухан Хелгасон    | 28. септембар 2000. | 7       | 0      | Лече                 |
|     | С    | Микаел Егил Елертсон      | 11. март 2002.      | 4       | 0      | СПАЛ                 |
|     |      |                           |                     |         |        |                      |
|     | Н    | Свеин Арон Гвидјонсен     | 12. мај 1998.       | 8       | 0      | Елфсборг             |
|     | Н    | Андри Гвидјонсен          | 29. јануар 2002.    | 6       | 2      | Реал Мадрид Кастиља  |